# Henry Crew
Pour les articles homonymes, voir Crew.
Henry Crew (4 juin 1859 - 17 février 1953) est un physicien, astronome et historien des sciences américain.

## Biographie
Né à Richmond, Ohio, le fils de William H. Crew et Deborah Ann, il fréquente le lycée à Wilmington, Ohio puis s'inscrit à l'Université de Princeton en 1878. Il obtient un bachelor en physique en 1882 et une bourse d'études supérieures à l'université pendant un an, qu'il passe au laboratoire de Princeton. En 1883, il voyage pendant un semestre à l'étranger pour étudier la physique à Berlin, retournant en 1884 pour suivre des études supérieures à l'Université Johns-Hopkins. Trois ans plus tard, il obtient un doctorat en physique avec une thèse intitulée "Doppler Determination of the Rotation Period of the Sun for Various Heliocentric Latitudes" ("Détermination Doppler de la période de rotation du Soleil pour diverses latitudes héliocentriques").
Après un mandat d'associé en physique à Johns Hopkins, il devient instructeur adjoint de physique au Haverford College de 1888 à 1892. Au cours de sa dernière année à Haverford, Henry Crew épouse Helen C. Coale, diplômée du Collège Bryn Mawr. Il rejoint ensuite le personnel de l'Observatoire Lick en 1892, mais se retrouve bientôt empêtré dans l'atmosphère politique. Cette année-là, il obtient le poste de professeur de physique Fayerweather à l'Université Northwestern, qu'il accepte. Il reste à ce poste jusqu'à sa retraite 41 ans plus tard en 1933.
En 1930, il obtient un congé de Northwestern pour accepter un poste à l'exposition internationale Century of Progress organisée à Chicago 1933-1934, où il est chef de la division des sciences fondamentales. Henry a un fils et deux filles avant la mort de sa femme en 1941. Son fils William H. Crew devient lui-même physicien. Au cours de sa carrière, Henry écrit un certain nombre d'ouvrages sur la spectroscopie, l'histoire des sciences et des biographies de physiciens, produisant 123 articles et 12 livres.

## Prix et distinctions
Il est élu président de la Société américaine de physique en 1909. En 1914, il publie, avec Albert De Salvio, une traduction anglaise des Discours sur deux sciences nouvelles de Galilée. Il est président de la History of Science Society en 1930. En 1941, il reçoit la médaille Oersted de l'American Association of Physics Teachers (en). Il est nommé Chevalier de l'Ordre de la Couronne d'Italie et reçoit un diplôme honorifique de l'Université du Michigan en 1914, puis de Princeton en 1922 et Northwestern en 1937.

## Publications
- A course of eight lectures on electricity (1891)
- Photographic maps of metallic spectra (1895)
- Laboratory instructions in physics (1898)
- The wave theory of light; memoirs by Huygens, Young and Fresnel (1900)
- A laboratory manual of physics for use in high schools (1902)
- The principles of mechanics: for students of physics and engineering (1908)
- Elements of physics: for use in high schools (1909) avec Franklin Turner Jones
- General physics: an elementary text-book for colleges (1919)
- The rise of modern physics : a popular sketch (1928)
- Mechanics for students of physics and engineering (1930) avec Keith Kuenzi Smith
- Biographical memoir of Thomas Corwin Mendenhall, 1841-1924 (1935)
- Portraits of famous physicists: with biographical accounts (1942)